# ライアン S-C
ライアン S-C
ライアン SCW-145
- 製造者：ライアン・エアロノーティカル（英語版）
- 初飛行：1937年
- 生産数：13機

ライアン S-C （Ryan S-C:Sports-Coupe）は、アメリカ合衆国のライアン・エアロノーティカル社で設計された3座の単葉機である。1機が徴発されてアメリカ陸軍航空軍でL-10として就役した。

## 開発
ライアン S-Cは、ライアン ST練習機よりも上の市場に向けて設計された固定の尾輪式降着装置を持つ片持ち式の低翼単葉機であった。1937年に初飛行を行った試作機は出力150 hp (112 kW)のメナスコ C4Sエンジンを搭載していたが、量産型は145 hp (108 kW)のワーナー スーパー・スカラブ 星型エンジンを搭載した。ライアン社がアメリカ軍向けの練習機の生産に携わるようになるとS-Cは販売上の重要度を失い、僅か12機が生産されただけであった。1機が徴発され、L-10の名称を与えられてアメリカ陸軍航空軍に就役した。21世紀初めの時点で4機がアメリカ合衆国内で飛行可能な状態にある。

## 派生型

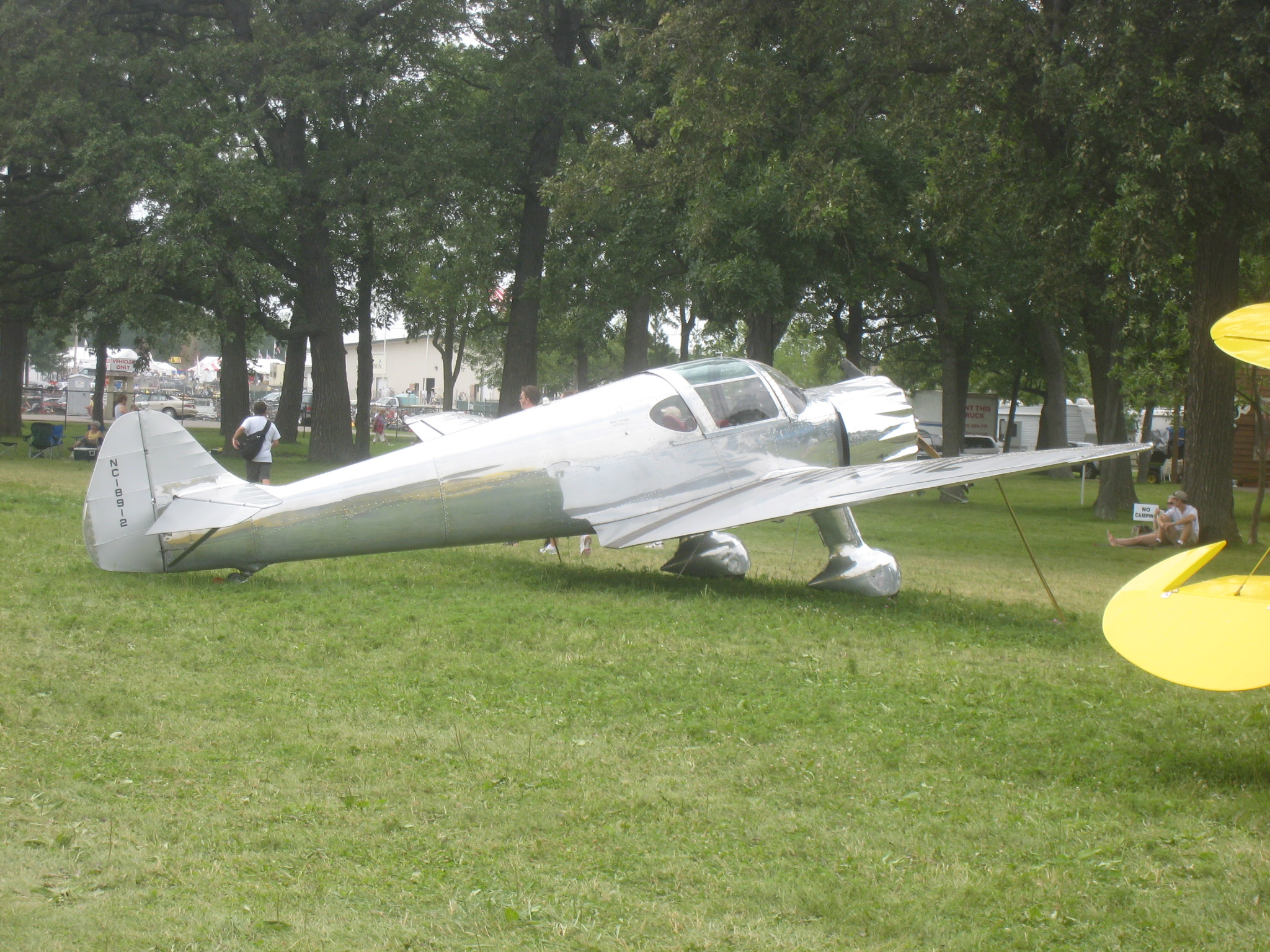
ライアン SCW-145

S-C 後に S-C-M
出力150 hp (112 kW)のメナスコ C4Sエンジンを搭載した試作機。1機のみ製造され、後にS-C-Wに改装。
S-C-W
出力145 hp (108 kW)のワーナー スーパー・スカラブ 星型エンジンを搭載した量産型。12機製造。
L-10
徴発されて1942年にアメリカ陸軍航空軍に就役した1機のS-C-W。
後の改装機
コンチネンタル製水平対向6気筒エンジンを搭載した2機のSC-W。1機は星形エンジン搭載のSC-Wから換装、もう1機は第二次世界大戦後に大戦前に生産された補修部品から6気筒エンジン搭載機として組み立て。

## 運用
アメリカ合衆国
- アメリカ陸軍航空軍

## 要目 (S-C-W)
出典: Smithsonian Collection
諸元
- 乗員: 1
- 定員: 2
- 全長: 7.75 m （25 ft 5 in）
- 全高: m （in）
- 翼幅: 11.43 m（37 ft 6 in）
- 翼面積: m2 （ft2）
- 空虚重量: kg （lb）
- 運用時重量: kg （lb）
- 有効搭載量: kg （lb）
- 最大離陸重量: kg （lb）
- 動力: ワーナー スーパー・スカラブ 空冷 星型エンジン、108 kW （145 hp）   × 1

性能
- 超過禁止速度: km/h （kt）
- 最大速度: 241 km/h=M0.20 （kn） 150 mph
- 巡航速度: km/h （kn） mph
- 失速速度: km/h （kt）
- フェリー飛行時航続距離: km （海里）
- 航続距離: 724 km  450 miles
- 実用上昇限度: 5,244 m （17,200 ft）
- 上昇率: m/s （ft/min）
- 離陸滑走距離: m （ft）
- 着陸滑走距離: m （ft）
- 翼面荷重: kg2 （lb/ft2）
- 馬力荷重（プロペラ）: kW/kg （hp/lb）